# 罗什维尔
罗什维尔（法語：Rocheville，法語發音：[ʁɔʃvil]）是法国芒什省的一个市镇，属于瑟堡区。

## 地理
罗什维尔（49°30'10"N, 1°35'45"W）面积10.07 平方千米，位于法国诺曼底大区芒什省，该省份为法国西北部沿海省份，西、北、东北三面环大西洋，东起顺时针与卡爾瓦多斯省、奧恩省、马耶讷省和伊勒-维莱讷省接壤。
与罗什维尔接壤的市镇（或旧市镇、城区）包括：索特瓦、科唐坦地区布里克贝克、莱唐贝特朗、内格勒维尔。

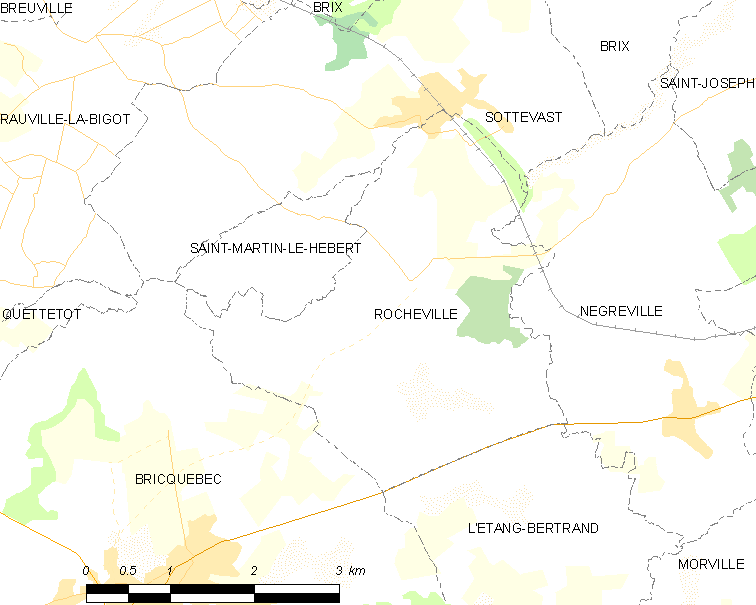
罗什维尔的OSM定位图

罗什维尔的时区为UTC+01:00、UTC+02:00（夏令时）。

## 行政
罗什维尔的邮政编码为50260，INSEE市镇编码为50435。

## 政治
罗什维尔所属的省级选区为科唐坦地区布里克贝克县。

## 人口

1962-2008年间罗什维尔人口变化图示

罗什维尔于2022年1月1日时的人口数量为608人。